# Linden, Småland
Linden är en sjö i Hultsfreds kommun och Vetlanda kommun i Småland och ingår i Emåns huvudavrinningsområde. Sjön är 27,8 meter djup, har en yta på 3,28 kvadratkilometer och befinner sig 152 meter över havet. Linden ligger i Emåns vattensystem i Kalmar län Natura 2000-område. Sjön avvattnas av vattendraget Lillån (Nyamålaån). Vid provfiske har bland annat abborre, gädda, lake och mört fångats i sjön.

## Delavrinningsområde
Linden ingår i det delavrinningsområde (637665-149013) som SMHI kallar för Utloppet av Linden. Medelhöjden är 190 meter över havet och ytan är 35,37 kvadratkilometer. Räknas de 2 avrinningsområdena uppströms in blir den ackumulerade arean 55,09 kvadratkilometer. Lillån (Nyamålaån) som avvattnar avrinningsområdet har biflödesordning 3, vilket innebär att vattnet flödar genom totalt 3 vattendrag innan det når havet efter 131 kilometer. Avrinningsområdet består mestadels av skog (78 procent). Avrinningsområdet har 3,52 kvadratkilometer vattenytor vilket ger det en sjöprocent på 10 procent.

## Fisk
Vid provfiske har följande fisk fångats i sjön:
- Abborre
- Gädda
- Lake
- Mört
- Siklöja
- Sutare